# Fazekasboda
Fazekasboda es un pueblo ubicado en el distrito de Pécsvárad, en el condado de Baranya, Hungría.

## Superficie
Posee una superficie de 7,020 kilómetros cuadrados.

## Demografía
Hasta 2019 la población era de 177 habitantes, con una densidad de población de 25,21 habitantes por kilómetro cuadrado.